# Oropodisma erymanthosi
Oropodisma erymanthosi är en insektsart som beskrevs av Willemse, F.M.H. 1971. Oropodisma erymanthosi ingår i släktet Oropodisma och familjen gräshoppor. Inga underarter finns listade i Catalogue of Life.